# Новопреображенский (Брянская область)
Новопреображенский — бывший посёлок в Брянском районе Брянской области.
Был основан в начале XX века. По переписи 1926 года, население составляло 111 человек.
До 1959 года входил в Трубчинский сельсовет, с 1959 — в Толмачевский.
С 1964 года включён в состав посёлка Новопокровский (его северо-западная часть).